# Bandeira da Assíria

Bandeira da Assíria

A bandeira do povo Assírio (Siríaco: ܐܬܐ ܕܐܬܘܪ, Ata D'Atoor) é a bandeira que universalmente representa a nação Assíria na sua terra nativa e na diáspora. A Aliança Universal Assíria concebeu a bandeira em 1968 e adoptou-a em 1971. Consiste de um círculo dourado ao centro, representativo do sol, que, pelas suas chamas, gera calor e luz para suster a terra e todas as coisas vivas.
A estrela de quatro pontas que rodeia o sol simboliza a terra, e a sua cor azul simboliza tranquilidade.  
As listas onduladas que se estendem do centro aos quatro cantos da bandeira, representam os três maiores rios de Beth Nahrain; o Rio Tigre, o Rio Eufrates e o Rio Zab. As linhas que partem do centro vão-se tornando mais largas à medida que se afastam para as extremidades da bandeira. O azul escuro representa o Eufrates. O nome Assírio para o rio, Frot ou Prat significa abundância. As listas vermelhas, cuja matiz vermelha simboliza coragem, glória e orgulho, representam o Rio Tigre. As linhas brancas no meio dos dois grandes rios simbolizam o Rio Zab, cuja cor representa tranquilidade e paz. Alguns interpretam o vermelho, o branco e o azul como as estradas que trarão os Assírios dispersos de volta à sua terra ancestral. A imagem acima da estrela azul, é a do deus Assírio - Assur, que guarda o país, a bandeira e a nação Assíria. No topo do mastro, está o estandarte de Sargão I da Assíria, fundador do primeiro império Assírio. Em tempos antigos esse símbolo ficava sempre junto do rei, para que todos soubessem do seu paradeiro.